# Gliedmaße
Als Gliedmaße (zu spätmittelhochdeutsch lidemāz, lateinisch Membrum) oder Extremität (lateinisch Extremitas, von lateinisch extremus ‚letzter, äußerster‘), kurz auch Glied (von mittelhochdeutsch gelide, „Glied, Extremität, Gliedmaße“), wird bei Menschen und Tieren ein durch Muskeln bewegter paariger Körperanhang genannt, der aus mehreren Abschnitten (Gliedern) besteht.
Gliedmaßen des Menschen sind die Arme zusammen mit dem Schultergürtel beziehungsweise die Beine zusammen mit dem Becken (Beckengürtel). Da die (distalen Bereiche der) Arme und die Beine im Gegensatz zu Schulter- oder Beckengürtel frei beweglich sind, werden sie in der Fachsprache auch freie (obere bzw. untere) Extremität (pars libera membri superioris bzw. inferioris) genannt.

## Landwirbeltiere

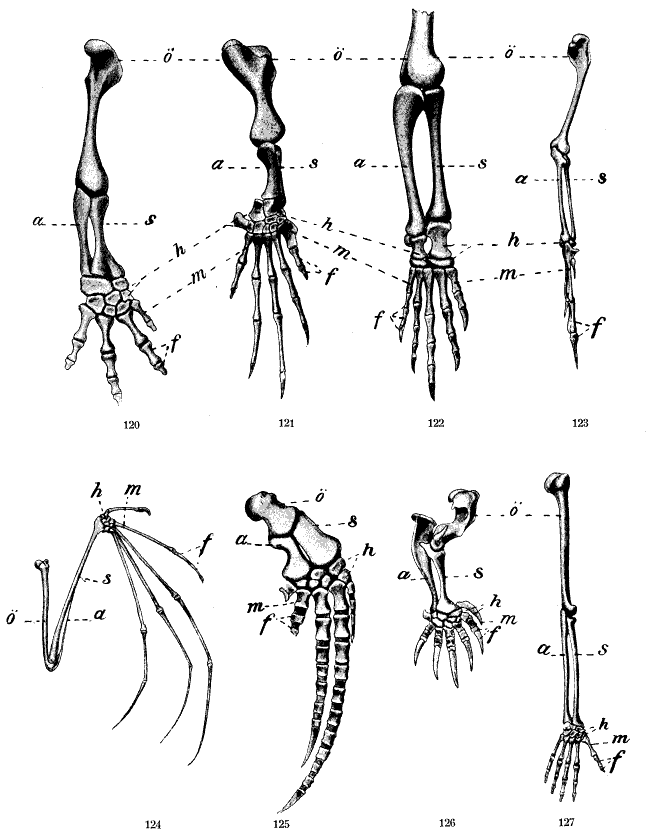
Armskelett verschiedener Tierarten (jeweils von links)
Obere Reihe: Salamander, Schildkröte, Krokodil, Vogel.
Untere Reihe: Fledermaus, Wal, Maulwurf, Mensch.

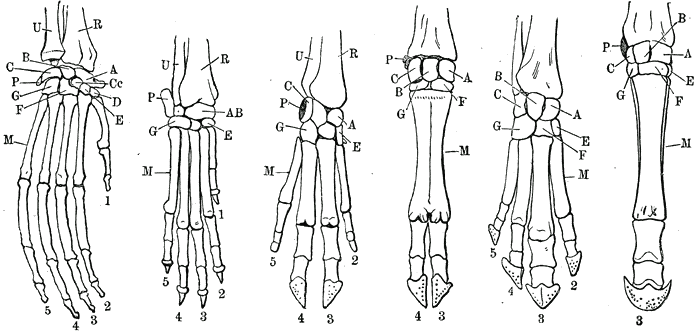
Handskelett verschiedener Tierarten
Von links: Orang-Utan, Hund, Schwein, Rind, Tapir, Pferd.

Die Gliedmaßen der Landwirbeltiere (auch Tetrapoda bzw. Vierfüßer genannt) sind aus den paarigen Brust- und Bauchflossen bestimmter Fleischflosser entstanden. Die Flossen der ausgestorbenen Gattung Tiktaalik weisen bereits erhebliche Merkmale von Wirbeltierextremitäten auf.
Man unterscheidet nach der Anbringung am Rumpf eine Vorder- oder Schultergliedmaße und eine Hinter- oder Beckengliedmaße. Hierbei ist das Skelett der Hintergliedmaßen über den Beckengürtel unmittelbar mit der Wirbelsäule verbunden. Das Skelett der Vordergliedmaßen sitzt dem Schultergürtel an, der nur bei einigen „höheren“ Landwirbeltieren über Schlüsselbein, Brustbein und Rippen mit der Wirbelsäule in Kontakt steht. Die Gliedmaßen dienen der Fortbewegung oder als Greifwerkzeug (Arme).
Die Vordergliedmaße (beim Menschen auch als obere Extremität bezeichnet) kann in folgende Formen umgewandelt worden sein:
- Beine, ähnlich den Hinterbeinen
- Arme mit Greifhänden.
- völlig zurückgebildet bei Schlangen, Blindschleichen
- Vogelflügel, Flügel mit Flughäuten wie bei den Fledermäusen
- Flipper, die Vorderflosse der Waltiere

Die Hintergliedmaße (beim Menschen auch als untere Extremität bezeichnet) kann in folgende Formen umgewandelt sein
- Beine
  - Sohlengänger: Mit Fuß wie beim Menschen.
  - zum Hüpfen wie bei den Kängurus
  - Zehengänger, häufig mit Krallen
  - Spitzengänger, oft mit Hufen, wie bei Einhufern und den Klauen der Paarhufer
- Vögel: Beine, mit Vogelfuß

Die Gliedmaßenabschnitte können vergleichend-anatomisch in verschiedene Abschnitte unterteilt werden:
- Gliedmaßengürtel (Cingulum membrorum, siehe auch Zingulum), auch als Zonoskelett bezeichnet: Schultergürtel (Cingulum membri thoracici) bzw. Beckengürtel (Cingulum membri pelvini)
- Gliedmaßensäule mit:
  - Gliedmaßenstiel (Stylopodium): Oberarm bzw. Oberschenkel
  - Zeugopodium oder Zygopodium: Unterarm bzw. Unterschenkel
- Gliedmaßenspitze (Autopodium) mit:
  - Basipodium: Handwurzel bzw. Fußwurzel
  - Metapodium: Mittelhand bzw. Mittelfuß
  - Akropodium: Finger bzw. Zehen

## Arthropoda

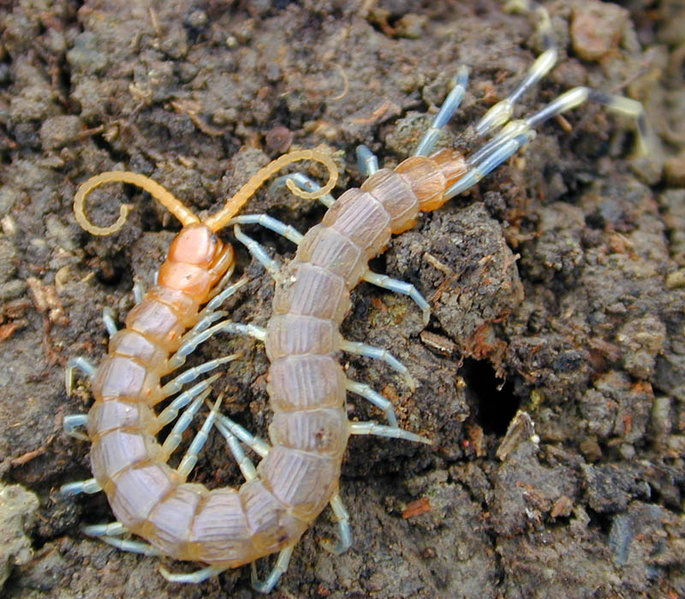
Hundertfüßer

Die Gliederung der „Füße“ war für den Stamm der Gliederfüßer (Arthropoda) namensgebend. Der Körper der ursprünglichen Gliederfüßer war, ähnlich dem der Hundertfüßer, in weitgehend undifferenzierte, aufeinanderfolgende Segmente mit jeweils einem Paar Gliedmaßen gegliedert. Im Verlaufe der Stammesentwicklung kam es zu einer lageabhängigen Differenzierung der Segmente und ihrer Gliedmaßen. So sind bei modernen Arthropoden in der Kopfregion mehrere benachbarte Segmente miteinander verschmolzen, und die entsprechenden Gliedmaßenpaare sind zu Sinnesorganen (z. B. Antennen) und Mundwerkzeugen umgebildet.

### Beine

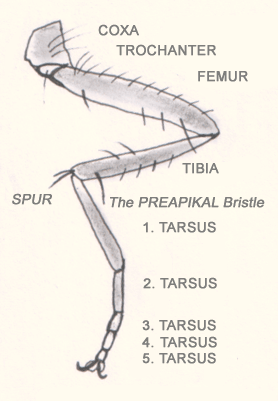
Insektenbein

- Bei Insekten trägt der Thorax gewöhnlich drei Beinpaare, an jedem der drei Thoraxsegmente eines.
  - Als Fangbein bezeichnet man ein zum Zweck des Beutefangs umgebildetes Bein bei vielen Gruppen räuberisch lebender Insekten gewöhnlich am Prothorax, dem 1. Thoraxsegment.
- Das Spaltbein ist eine spezielle Gliedmaße bei Krebstieren.
- Als Nachschieber bezeichnet man das am letzten Hinterleibssegment gelegene Beinpaar von Schmetterlingsraupen und einigen anderen Insektenlarven.

Bau des Beines
- Beinformel bei Spinnentieren
- Der Begriff Coxa stellt die wissenschaftliche Bezeichnung für die Hüfte dar und wird bei den Gliederfüßern für den obersten Teil des Beines verwendet.
- Im darauffolgenden Gelenk gibt es den Trochanter oder Schenkelring.
- Das Femur ist der zweitoberste Abschnitt des Beines der Gliederfüßer, der über den Trochanter mit der Coxa verbunden ist.
- Der Tarsus ist der darauffolgende Abschnitt des Beines der Gliederfüßer. Er besteht oft aus mehreren Gliedern (Tarsen oder Tarsi).

Im Gegensatz zu den Flügeln der Landwirbeltiere handelt es sich bei Insektenflügeln nicht um umgewandelte Beine.

### Antennen
Zu Antennen sind oft die Gliedmaßen des ersten und zweiten Kopfsegments geworden.
- Die Kieferklauenträger (Chelicerata) besitzen an ihrem 1. Kopfsegment keine Extremitäten
- Geißelantennen kommen bei allen ectognathen Insekten vor. Sie setzt sich zusammen aus Scapus (Basalglied), Pedicellus (2. Segment) und einer mehr oder weniger wechselnden Anzahl von Antennengliedern (Flagellomere).
- Gliederantennen kommen bei Springschwänzen und Doppelschwänzen vor. Sie enthalten, mit Ausnahme des Endgliedes, in allen anderen Gliedern Muskeln, wodurch jedes Glied einzeln bewegt werden kann.

### Mundwerkzeuge

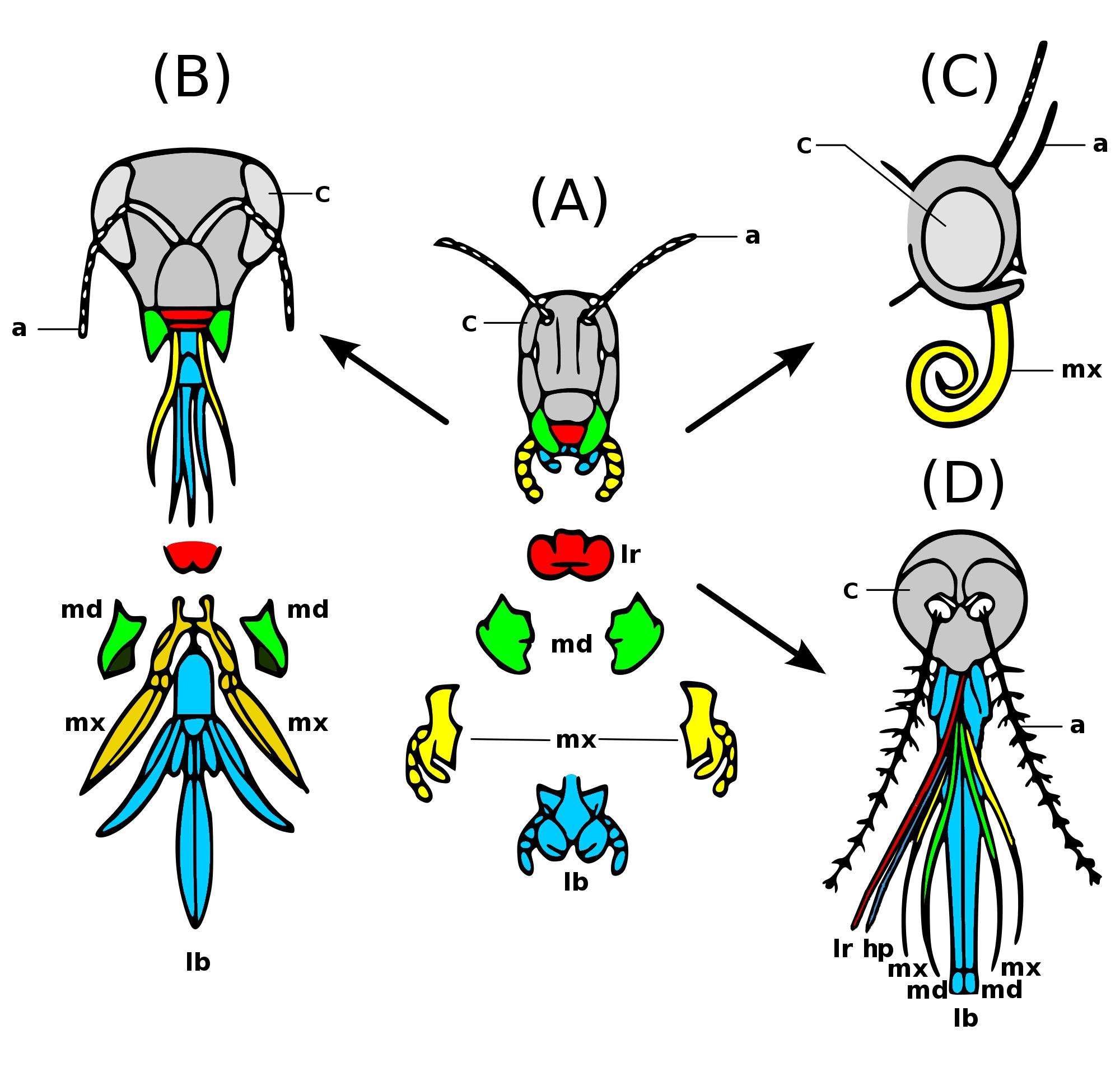
Mundwerkzeuge:
A Heuschrecke, B Biene, C Schmetterling,
D Stechmücke (weiblich)

Die Mundwerkzeuge der Arthropoda sind von den vordersten Beinpaaren eines hypothetischen Urarthropoden abgeleitet und werden daher mit zu den Gliedmaßen gezählt.
- Als Chelicere oder Kieferklaue wird das kennzeichnende Merkmal der Kieferklauenträger (Chelicerata) bezeichnet. Dabei handelt es sich um die zu einem Mundwerkzeug umgewandelte Extremität des 1. Kopfsegments.
- Insekten:
  - Mandibeln (sie entsprechen dem Oberkiefer und deren Grundglied Cardo),
  - 1. Maxille (Unterkiefer) mit Unterkiefertastern (dem ersten Paar von Mundwerkzeugen),
  - 2. Maxille oder Labium (Unterlippe mit Unterlippetastern).
  - Der Saugrüssel vieler Insekten besteht aus dem mit dem Labium verwachsenen und veränderten Unterkiefer (Maxille).

- Bei einigen Gruppen der Milben werden außerdem die Extremitäten des 3. Kopfsegmentes, die Pedipalpen, als Mundwerkzeug genutzt.
- Bei den Asseln sind die Gliedmaßen des 1. Thoraxsegmentes zu Maxillipeden umgestaltet.

### Weitere Gliedmaßen
- Cercus: Die Cerci stellen die Extremitäten des letzten Hinterleibssegmentes vor den Telson dar und sind auch bei vielen Taxa vorhanden, bei denen an den übrigen Hinterleibssegmente keine oder nur rudimentäre Extremitäten vorhanden sind.
- Die Pleopoden oder Blattbeine der Krebstiere dienen als Schwimmbeine und Kiemen.

## Gliedmaßen und gliedmaßenähnliche Strukturen anderer Tiere
- Parapodium der Ringelwürmer (Annelida) und Polychaeten.
- Die Flossen der Fische.
- Das Andropodium ist eine zum Begattungsorgan umgebildete Afterflosse der Hochlandkärpflinge (Goodeidae) und Halbschnabelhechte der Familie Hemiramphidae.
- Als Tentakel bezeichnet man längliche Strukturen bei verschiedenen Tieren, sogenannte Fangarme.